# Javier Hervás
Javier Hervás Salmoral est un footballeur espagnol, né le 9 juin 1989 à Cordoue. Il évolue au poste de milieu relayeur.

## Palmarès
Vierge

## Statistiques
| Saison    | Club                     | Pays          | Championnat        | Coupes nationales | Coupes d'Europe |
| --------- | ------------------------ | ------------- | ------------------ | ----------------- | --------------- |
| 2010-2011 | Córdoba CF               | Liga Adelante | 1 match            | -                 | -               |
| 2011-2012 | Córdoba CF               | Liga Adelante | 32 matchs / 3 buts | 6 matchs          | -               |
| 2012-2013 | Séville FC               | Liga BBVA     | 9 matchs           | 3 matchs          | -               |
| 2013-2014 | Hércules Alicante (prêt) | Liga Adelante | 20 matchs          | 1 match           | -               |
| 2014-2015 | CE Sabadell (prêt)       | Liga Adelante | 23 matchs / 2 buts | 1 match           | -               |
| 2015-2016 | Brisbane Roar            | A-League      | 16 matchs          | 1 match           | -               |
| 2016-2017 | CD Mirandés              | Liga Adelante | -                  | -                 | -               |

Dernière mise à jour le 29 juillet 2016